# Born to Die: The Paradise Edition
Born to Die: The Paradise Edition — перевидання студійного альбому Born to Die (2012) американської співачки Лани Дель Рей, випущений 9 листопада 2012 року під лейблами Polydor та Interscope. Також одночасно з перевиданням був випущений мініальбом Paradise.
Paradise Edition мав помірні результати в міжнародних чартах в Європі, де він потрапив окремо від Born to Die і Paradise. Хоча проєкт безпосередньо не підтримувався власними синглами, треки «Ride» і «Burning Desire» були випущені з Paradise 25 вересня 2012 року та 13 березня 2013 року, тоді як «Dark Paradise» став синглом з Born to Die 1 березня 2013 року.
Ремікс треку «Summertime Sadness», спродюсований Седріком Жерве, був випущений незалежно від обох проєктів 11 липня 2013 року; Пізніше він був включений у деякі перевидання The Paradise Edition після досягнення успіху в чартах по всьому світу.

## Створення і реліз
«Це не новий альбом, це більше схоже на запізніле видання Born to Die. Це як сім нових пісень, які ставлять крапку на ері. Це прекрасно. "
У січні 2012 року Лана Дель Рей випустила свій другий студійний альбом Born to Die під лейблами Polydor Records, Interscope Records та Stranger Records. Альбом дебютував на другому рядку в американському чарті Billboard 200. Лише першого тижня було продано 77 тисяч екземплярів альбому. Таким чином альбом став відкриттям тижня.
У липні 2012 Лана Дель Рей зізналася, що збирається випустити розширену версію альбому Born to Die під назвою Born to Die: The Paradise Edition. Вона сказала, що до нього також увійдуть сім нових треків і що реліз буде через рік. У вересні Лана Дель Рей представила дві обкладинки (одну до мініальбому Paradise та другу для перевидання The Paradise Edition).
Зрештою, Paradise і The Paradise Edition були випущені 9 листопада 2012 року в Австралії, а в Сполучених Штатах він став доступним лише 13 листопада. Два CD диски-збірки були розташовані в одній упаковці, тоді як цифрова версія почала продаватися в iTunes Store. The Paradise Edition та Paradise було випущено на вінілі 20 листопада 2012 року.

## Продаж і сприйняття
The Paradise Edition разом із альбомом Born to Die довго трималися в американському чарті Billboard 200 і розташовувалися на рядках номер 79 та 37, що дозволило продати ще 16 тисяч екземплярів альбомів. Альбоми потрапили також і до європейських чартів. Вони посіли 4-е місце у чарті Polish Albums Chart і відповідно досягли 6-го та 15-го місць у чарті Ultratop у Фландрії та у Валлонії. Проєкт The Paradise Edition досяг 15-го місця у Нідерландському MegaCharts та з'явився на 22-му місці у шведському чарті Sverigetopplistan.
Пісня «Ride» розташовувалась на 21 місці у чарті Billboard Rock Songs та на 26 місці в американському чарті Adult Alternative Songs, але пізніше почала втрачати популярність.

## Сертифікації
| Регіон | Сертифікація       | Продажі |
| --- | ------------------ | ------- |
| Австралія (ARIA) | Платиновий         | 70 000^ |
| Франція (SNEP) | Золотий            | 50 000* |
| Мексика (AMPROFON) | Платиновий+Золотий | 90 000^ |
| Нова Зеландія (RIANZ) | Платиновий         | 15 000^ |
| Іспанія (PROMUSICAE) | Платиновий         | 40 000^ |
| Швеція (IFPI Sweden) | 2× Платиновий      | 80 000  |
| *продажі, що базуються лише на сертифікаціях · ^відвантаження, що базуються лише на сертифікаціях · продажі+прослуховування, що базуються лише на сертифікаціях |                    |         |